# ارمنستان غربی

طرح نگاری از ارمنستان ویلسون به مساحت تقریبی ۱۳۳ هزار کیلومتر مربع از ارمنستان غربی

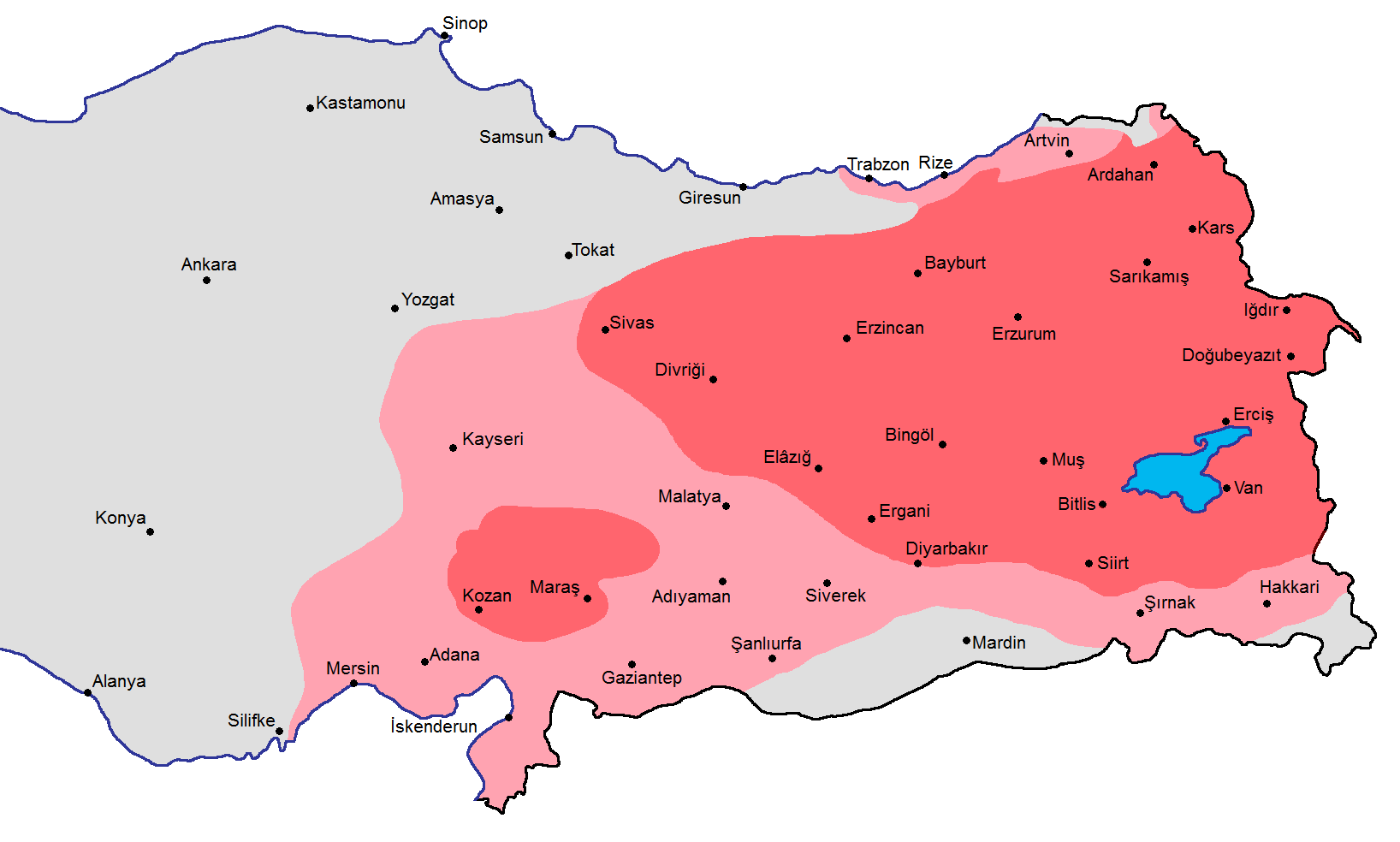
پراکندگی ارمنی‌ها در اوایل سده ۱۷ در درون مرزهای ترکیه کنونی:
با اکثریت ارمنی
با جمعیت قابل ملاحظه‌ای از ارمنی ها

تقسیم‌بندی امپراتوری عثمانی بر اساس پیمان سور سال ۱۹۲۰.

ارمنستان غربی (Արեւմտեան Հայաստան،Arevmdian Hayasdan) اصطلاحی است که به بخش‌های شرقی کشور ترکیه (در گذشته امپراتوری عثمانی) که در قسمت‌هایی از سرزمین تاریخی ارمنیان بوده‌است گفته می‌شود که امروزه شامل بخش‌هایی از ناحیه آناتولی شرقی و ناحیه دریای سیاه ترکیه امروزی می‌باشد و با مناطقی از لازستان و کردستان ترکیه هم پوشانی دارد. ارمنستان غربی همچنین به ارمنستان بیزانس اشاره دارد که به دنبال تقسیم ارمنستان بزرگ بین امپراتوری بیزانس و شاهنشاهی ساسانی در سال ۳۸۷ میلادی تشکیل شد. ارمنستان غربی به بخشی از فلات مرتفع ارمنستان و منطقه‌ای از کرانهٔ رودخانهٔ کورا و ساحل دریای سیاه، به سمت ارمنستان کوچک که این منطقه را به نام ناحیه آناتولی شرقی تغییر نام دادند و همچنین ارمنستان عثمانی یا ارمنستان ترکیه عثمانی هم می‌نامند.
این سرزمین در سده ۱۶ میلادی و بعد از نبرد چالدران و شکست صفویان، توسط امپراتوری عثمانی اشغال شد. در طول سده ۱۹ میلادی توسط امپراتوری روسیه، شش ولایت ارمنی ترکیه اشغال شد. از سال ۱۸۹۰میلادی تا ۱۹۲۳میلادی توسط دولت عثمانی (نسل‌کشی ارمنی‌ها) و بعد از تأسیس رژیم جمهوری ترکیه توسط مصطفی کمال آتاتورک به‌طور سیستماتیک ارمنیان از ساکن در سرزمین‌های آبا و اجدادی خود اخراج یا کشته شده‌اند و ارمنیان با سیاست دولت کمالی مبنی بر ایجاد وطن خالص تُرک در نواحی شرقی ترکیه که هنوز تعدادی از ارمنی‌ها در آنجا ساکن بودند روبرو شدند و این سیاست را آتاتورک در همان اوایل ایجاد نظام جمهوری با مهاجرت دادن تُرک‌های ساکن بلغارستان و یوگسلاوی به مرزهای شرقی آناتولی برای تقویت تُرک‌های آن نواحی عملی کرد.
میراث فرهنگی ارمنیان در ترکیه به‌طور عمده نابود شد. اگرچه در عمل هیچ ارمنی در آن منطقه زندگی نمی‌کند ولی تعداد نامعلومی از افراد با اصلیت ارمنی در ترکیه وجود دارند که امروزه از تبار خود آگاه نبوده و چیزی حدود ۳۰۰ هزار نفر (در برخی تخمین‌ها ۳ تا ۵ میلیون نفر) هستند که ارامنهٔ نهانی هستند که مسیحیان کریپتو یا پنهان (ارمنی‌های پنهان) نامیده می‌شوند. همچنین مردم همشین که اصالت ارمنی دارند امروزه اغلب در استان آرتوین و استان ریزه ترکیه (ولایت ترابزون امپراتوری عثمانی) حضور دارند.

## تاریخ

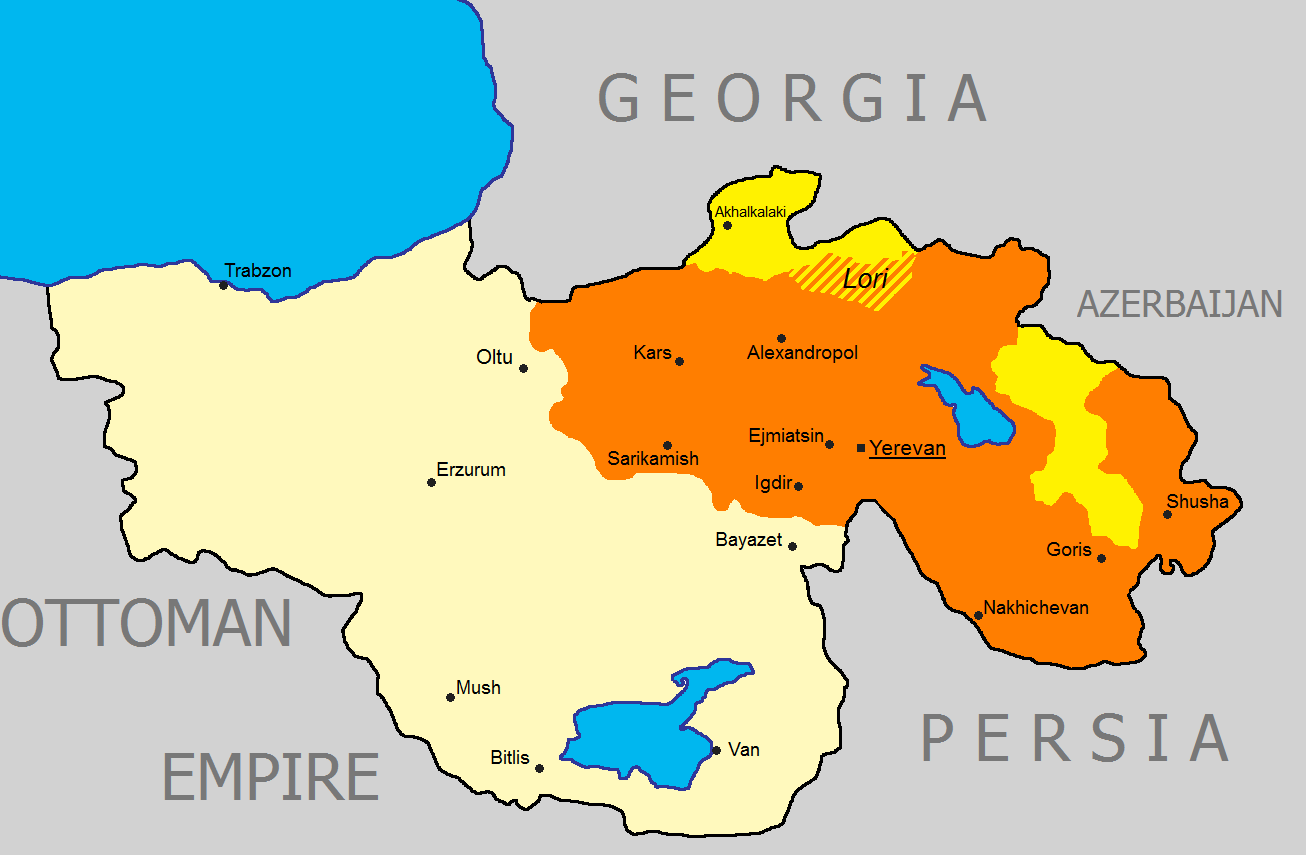
موقعیت جغرافیائی اولین جمهوری ارمنستان (رنگ نارنجی)

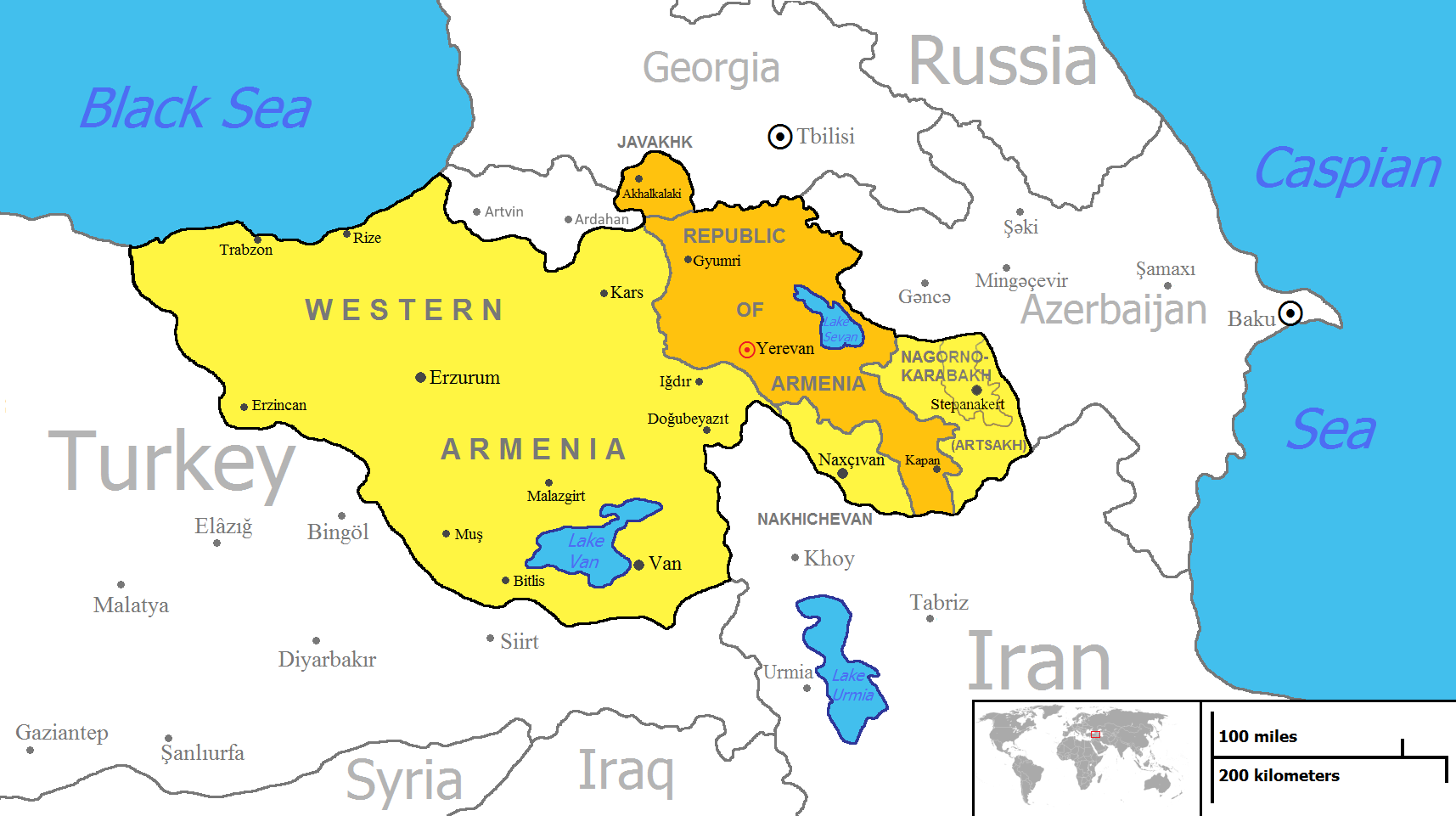
مفهوم امروزی ارمنستان متحد طبق تعریف فدراسیون انقلابی ارمنی.

لایحهٔ قانون (تهجیر) که در ۱۹۱۵م از طرف طلعت پاشا، تدوین و به مجلس مبعوثان (پارلمان) عثمانی ارائه شد درواقع، زمینهٔ حقوقی این نقشهٔ پلید دولتی بود. براساس مفاد این لایحه می‌بایست روند کوچ اجباری ارمنیان از ارمنستان غربی و سایر مناطق همجوار، که از زمان جنگ جنگ روسیه و عثمانی (۱۸۷۷-۱۸۷۸) آغاز شده بود و نیز روند کشتار جمعی آنان در همین مناطق، که از ۱۸۹۴م شروع شده بود، تسریع می‌شد. ارمنستان غربی دروازهٔ راهیابی به شرق و تصرف سرزمین‌های توران برای حکومت عثمانی بود و از همین رو، مسئله ارمنی ماهیتاً (خط قرمز) پان‌ترکیسم محسوب می‌شد. تاریخ‌نگاری رسمی ترکیه موجودیت ارمنستان غربی را در سرحدات فعلی جمهوری ترکیه به شدت نقض می‌کند و نظریه‌های کاملاً نادرستی از جمله (اصرار بر ریشه‌های ترکی امپراتوری اورارتو)، (غیر بومی بودن ملت ارمنی در ارمنستان غربی) و (مهاجرت ارمنیان به آناتولی در هزارهٔ اخیر) را پیش می‌کشد.

## ساختار اداری و اقتصادی ارمنستان غربی

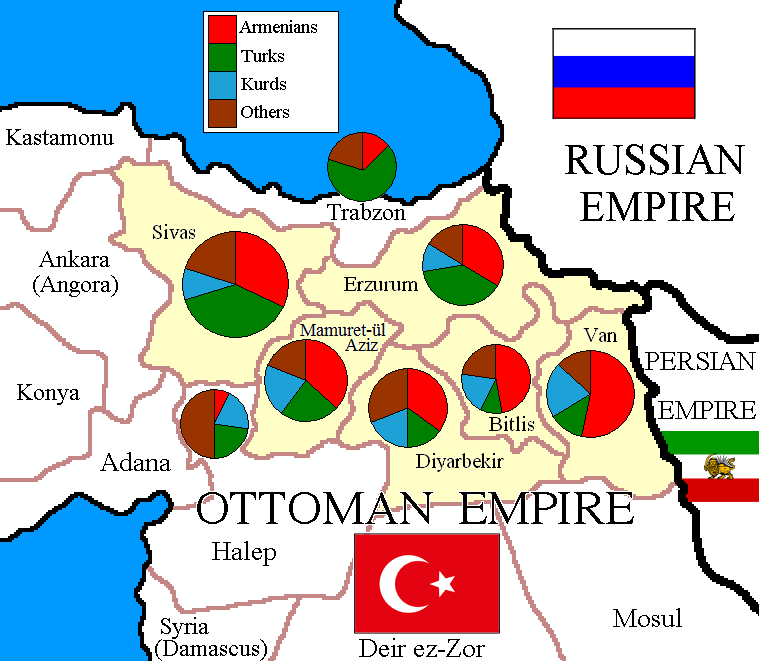
موقعیت و جمعیت شش ولایت ارمنی بر اساس گفته‌های اسقف ارمنی قسطنطنیه در سال ۱۸۸۲م، جمعیت ارمنیان شش ولایت ارمنی را ۱٬۶۳۰٬۰۰۰ نفر تخمین زده شده‌است

ساختار اداری ارمنستان غربی متأثر از تشکیلات سیاسی، اقتصادی و اجتماعی امپراتوری عثمانی دستخوش تحولات فراوانی شد و وضعیت خاصی برای ساکنان این سرزمین به وجود آمد. بر اساس این تغییرات سرزمین ارمنستان غربی به پاشانشین‌های مختلفی تقسیم و در رأس تمامی این تقسیم‌ها فردی با عنوان پاشا تعیین شد که مسئولیت ادارهٔ این بخش‌ها را به‌طور رسمی بر عهده می‌گرفت. بر مبنای این تقسیم‌ها از نیمهٔ نخست قرن نوزدهم میلادی تا ۱۸۳۰م شهرها و روستاهای ارمنستان غربی و برخی شهرهای ارمنی‌نشین در محدودهٔ پاشانشین‌های کارین، داروینک، کارس، واسپوراکان، تیگراناکرت، ماژاک، سباستیا و آخالتسیخه قرار می‌گرفت و برخی مناطق ارمنی‌نشین نیز در حدود پاشانشین ترابزون واقع می‌شد. شهرها و روستاهای ارمنی‌نشین کیلیکیه نیز درمحدودهٔ پاشانشین‌های آدانا و ماراش قرار گرفتند.
این تقسیم‌ها از ۱۸۳۶م به بعد تا پایان قرن نوزدهم میلادی با تغییر و تحولات فراوانی همراه بود. پاشانشین‌ها به ولایتها تبدیل شدند و در محدودهٔ جغرافیایی آن‌ها تغییراتی به وجود آمد که بارها حدود مرزهای نواحی مختلف ارمنستان غربی، اعم از شهرها و روستاها، را در محدودهٔ ولایت‌های مختلف تغییر داد. اگرچه قالب تقسیمات کشوری یاد شده و حدود جغرافیایی آن در طی قرن نوزدهم میلادی، تحت تأثیر وقایع و رخدادهای متعدد، بارها دچار تغییراتی شد اصول ادارهٔ آن با تحولات چندانی همراه نبود و ساکنان ارمنی به منزلهٔ رعایای امپراتوری عثمانی موظف به اطاعت از تمامی قوانین و اصول به نسبت سختی بودند که برای آن‌ها تعیین شده بود. در طی نبردهای روسیه و عثمانی، ارمنیان ساکن این نواحی سختی‌ها و دشواری‌های اقتصادی بسیاری را، که ناشی از شرایط جنگی حاکم بود، پشت سر گذاردند و صدمات جبران‌ناپذیری را متحمل شدند. از این رو، وضعیت برای ادامهٔ بقا سخت شد و در نهایت، خیل عظیمی از روستاییان و شماری از ساکنان شهرهای این نواحی به سوی ارمنستان شرقی، که در آن زمان تحت سلطهٔ روسیه تزاری قرار داشت، مهاجرت کردند. بر مبنای برخی مدارک تاریخی تا اواخر ۱۸۲۹م حدود ۱۴٬۰۴۷ خانوار ارمنی از این نواحی کوچ کردند که بیشتر آن‌ها از کشاورزان، صنعتگران و صاحبان فنون مختلف بودند و شمار کلی آن‌ها را در این زمان رقمی بالغ بر نود تا یک صد هزار نفر تشکیل می‌داده. این مهاجرت‌ها اگرچه آثار مثبتی در اقتصاد ارمنستان شرقی بر جای گذارد عواقب ناخوشایندی برای برخی از نواحی ارمنستان غربی داشت و سبب تضعیف بخشی از چرخهٔ اقتصادی آن شد.

## ساختار فرهنگی ارمنیان در ارمنستان غربی
| |  |  |
| قبل از سال ۱۹۱۵، بسیاری از مدارس ارمنیان در شرق ترکیه قرار داشت در حال حاضر همه آنان در استانبول قرار دارد. کالج ساناساریان ۱۸۸۱م و دبیرستان ارمنی ۱۸۸۶م |  |  |

پرچم ارمنستان غربی

در قرن نوزدهم میلادی، با تصویب قانون اساسی در ترکیهٔ عثمانی(۱۸۶۳م)، ارمنیان، ارمنستان غربی، با وجود ممنوعیت‌ها و محدودیت‌های بیشمار، در صدد تنظیم اساسنامه‌ای درون قومی به منظور احیای حیات ملی خود برآمدند. البته کاری آسان نبوده و مشکلات بسیاری به همراه داشته‌است. اولین کودکستان ارمنیان، بین ۱۸۸۸–۱۸۸۹م، در روستای گاته(محله‌ای در استانبول)، به دست گایانه ماداکیان، مربی آموزش و تربیت کودکان، که از ارمنستان شرقی به استانبول آمده بود، پایه‌گذاری شد و در اندک زمانی مراکز آموزشی مشابه و متعددی در نقاط مختلف استانبول، ارمنستان غربی و برخی استان‌های ارمنی‌نشین ترکیهٔ عثمانی احداث شد. در ۱۸۶۶م، در استانبول، ۶۴ مدرسه و مؤسسهٔ علمی خاص ارمنیان وجود داشت (۳۲ مدرسهٔ پسرانه و ۱۴ مدرسهٔ دخترانه). تعداد شاگردان پسر۴٬۷۰۰ نفر، تعداد شاگردان دختر ۱٬۴۷۲ نفر و تعداد معلمان ۱۴۲ نفر بود. از نیمهٔ دوم قرن نوزدهم میلادی، ارمنیان اقدام به تأسیس مدارسی مختلط در تمام نقاط ارمنستان غربی و حتی روستاهای دورافتاده کردند.
در اوایل قرن نوزدهم میلادی موسیقی در ارمنستان غربی و کل امپرتوری عثمانی در اختیار خوانندگان و نوازندگان دوره‌گرد بود. آن‌ها آهنگ‌ها و نواهای منتقل شده از نسل‌های پیش را، که به صورت شفاهی در بین مردم مرسوم شده بود، حفظ و اجرا می‌کردند. در آن زمان، امپراتوری عثمانی کلاً فاقد هنر موسیقی به صورت کنسرواتوار و هنرستان یا گروه‌هایی منظم دارای آیین‌نامه و اساسنامه بود. اولین گروه‌های موسیقی در ارمنستان غربی، در قرن نوزدهم میلادی، به دست کاراپت پاپازیان، رهبر ارکستر، آهنگساز و ترانه‌سرای معروف ارمنی، تشکیل شد.

## منطقه مورد ادعا

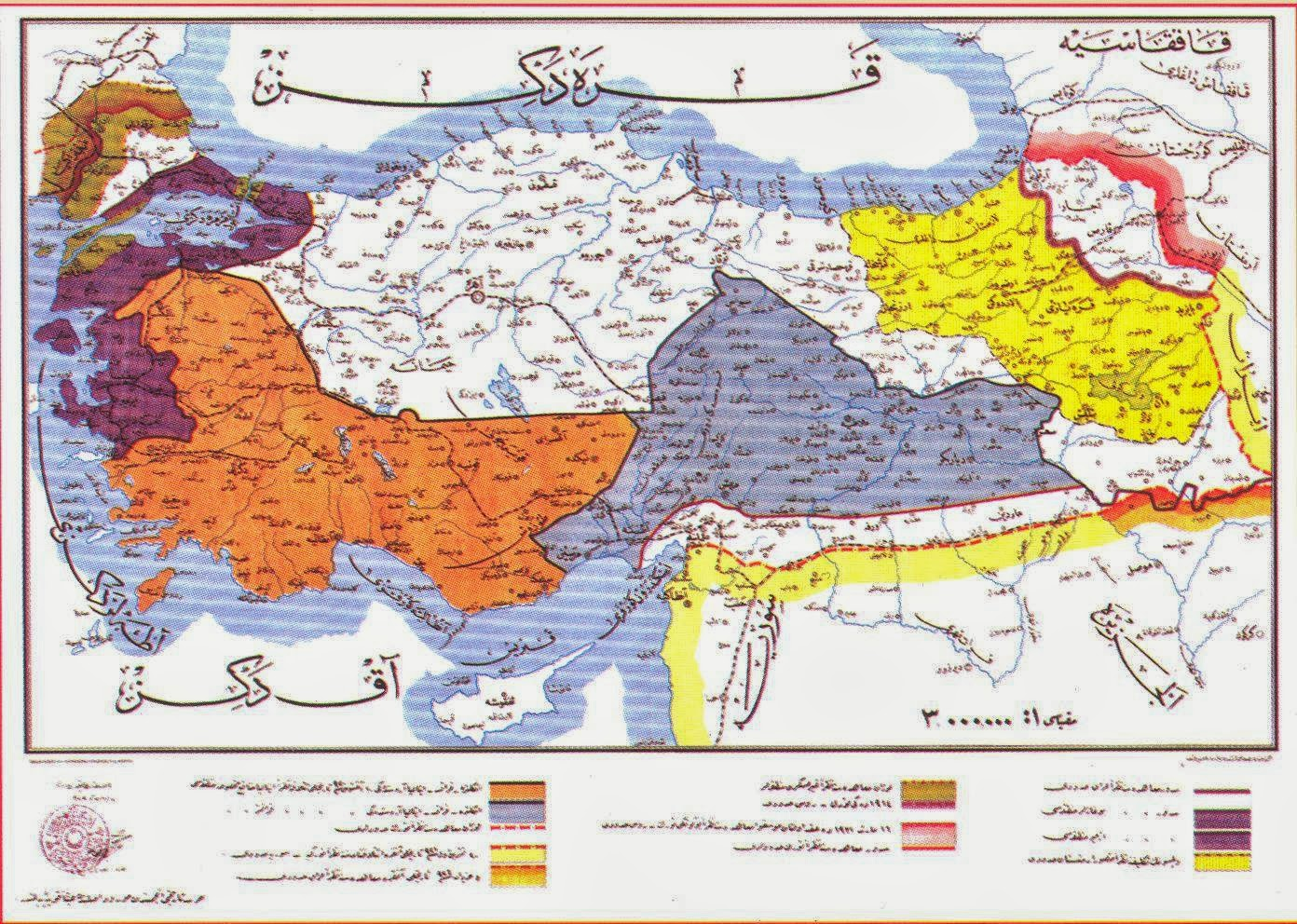
نسخه‌ای از نقشه‌ای به کار رفته توسط مجلس ترکیه مربوط به سال ۱۹۲۷

| منطقه         | بخشی از | مساحت (km²) | جمعیت     | ارمنی‌ها | % ارمنی | منبع      |
| ------------- | ------- | ----------- | --------- | ------- | ------- | --------- |
| ارمنستان غربی | ترکیه   | ۱۳۲٬۹۶۷     | ۶٬۴۶۱٬۴۰۰ | N/A     | N/A     | آمار ۲۰۰۹ |

## نابودی آثار باقیمانده
«کلایو فوس»، استاد تاریخ باستان در دانشگاه ماساچوست بوستون، که کارهای باستان‌شناسی گسترده‌ای را در ترکیه انجام داده‌است (وی متخصص سکه‌های ارمنستان باستان است) «فوس» در مقاله خود، به نام «ملتی در حال نابودی» می‌نویسد که دولت ترکیه «به طور سیستماتیک نام روستاهای ارمنستان غربی را تغییر می‌داد تا آن‌ها را ترک سازی کند. هر نامی که در زبان ترکی معنی نداشته باشد، یا ترکی به نظر نرسد و از هر منشأ ای باشد، با توجه به شرایط و سنت‌های محلی، یک نام پیش پا افتاده به ترکی توسط یک دفتر در آنکارا جایگزین می‌شود». به گفته فوس، دولت ترکیه، تاریخ ارمنستان را به‌طور مبهم و بدون شناسایی مشخص معرفی می‌کند یا حتی قدم را فراتر گذاشته و فرهنگ و تاریخ ارمنی را به عنوان بخشی از تاریخ ترکان می‌شناساند. در همه این‌ها، خط روشنی مشهود است:و آن وجود و تاریخ ارمنستان تا آنجا که ممکن است به فراموشی سپرده شود".

## نگارخانه

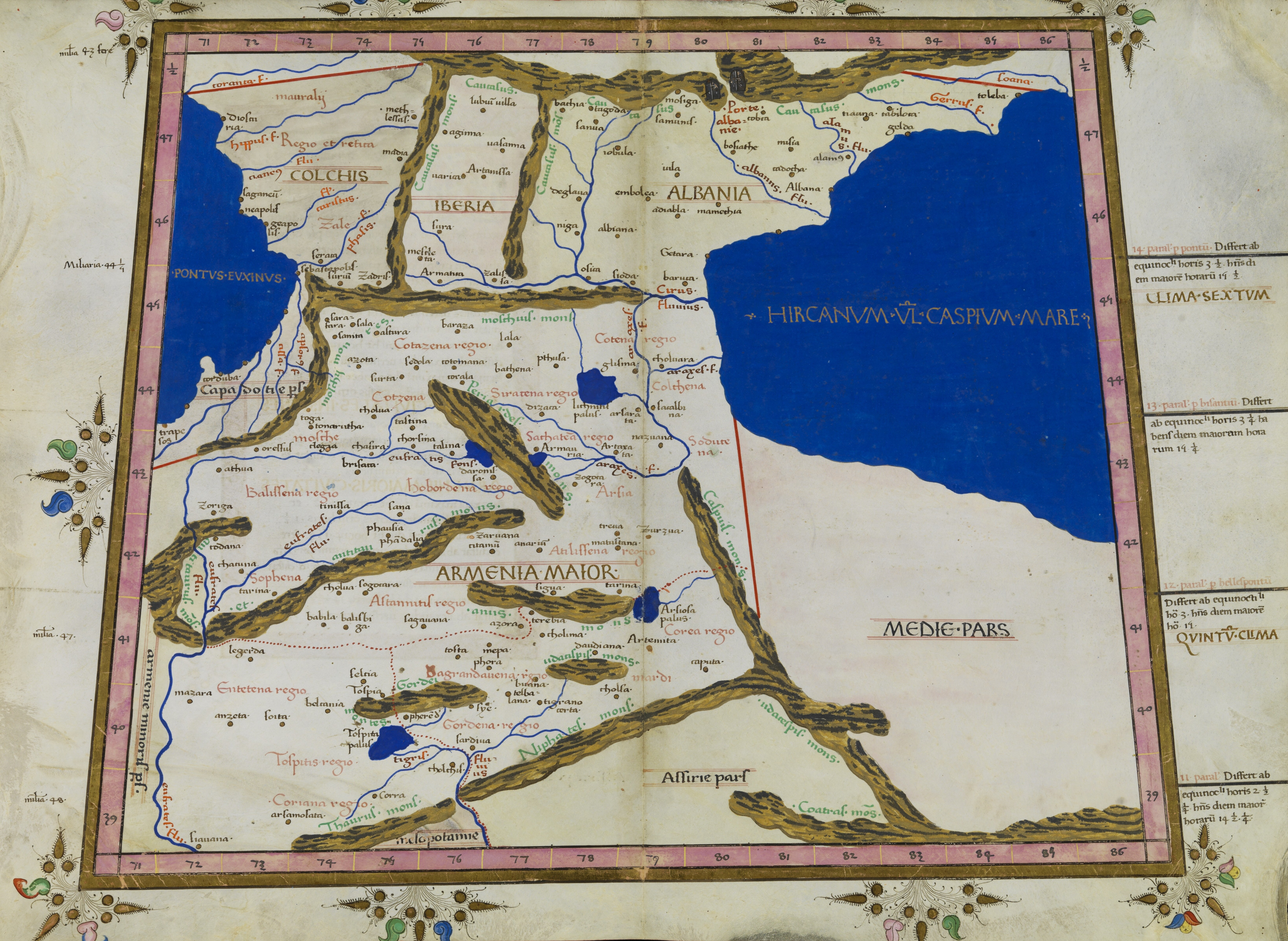
ارمنستان غربی
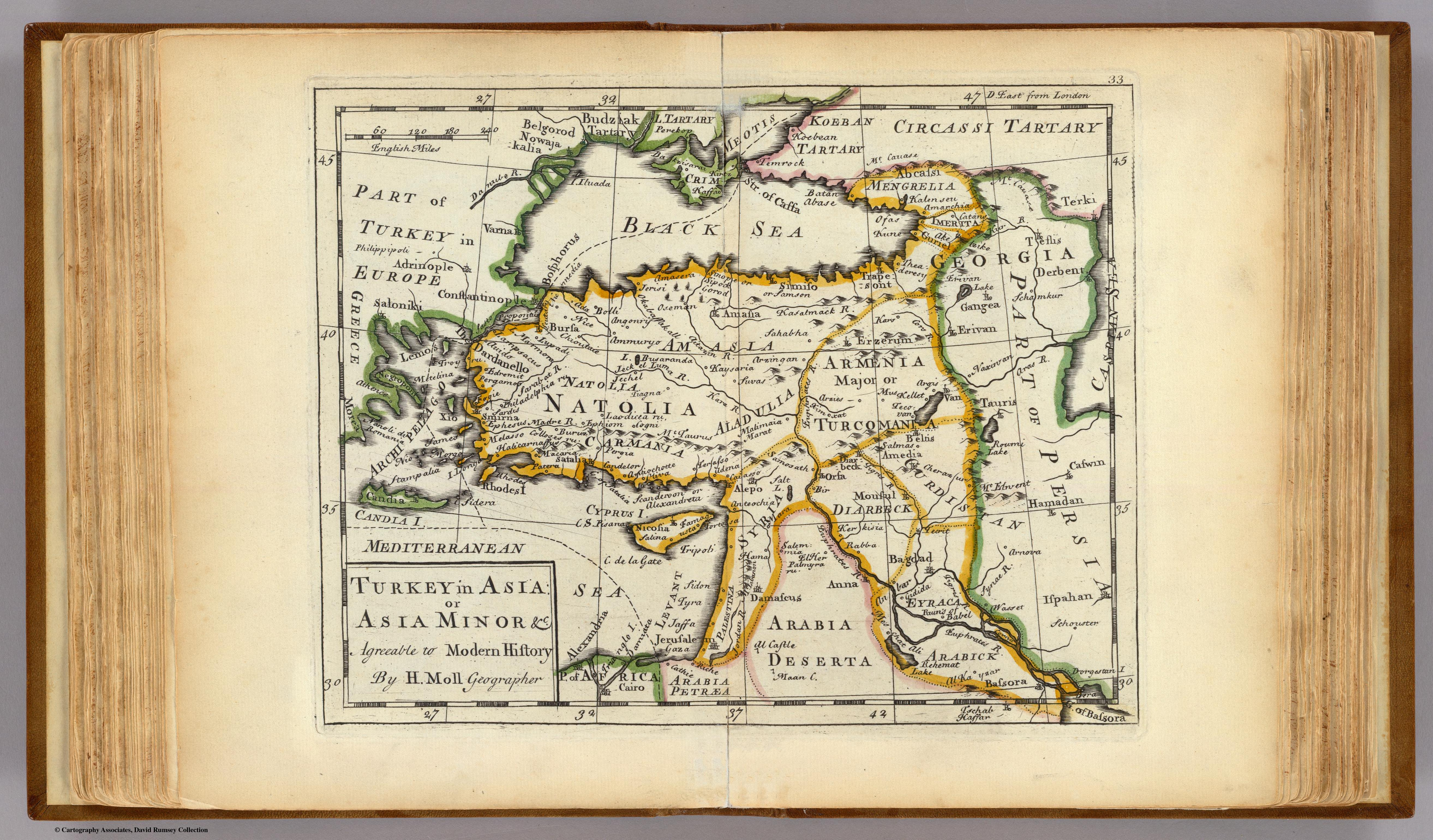
ارمنستان غربی در نیمهٔ نخست قرن هجدهم. نقشهٔ «هرمن مولز» سال ۱۷۳۶ میلادی.
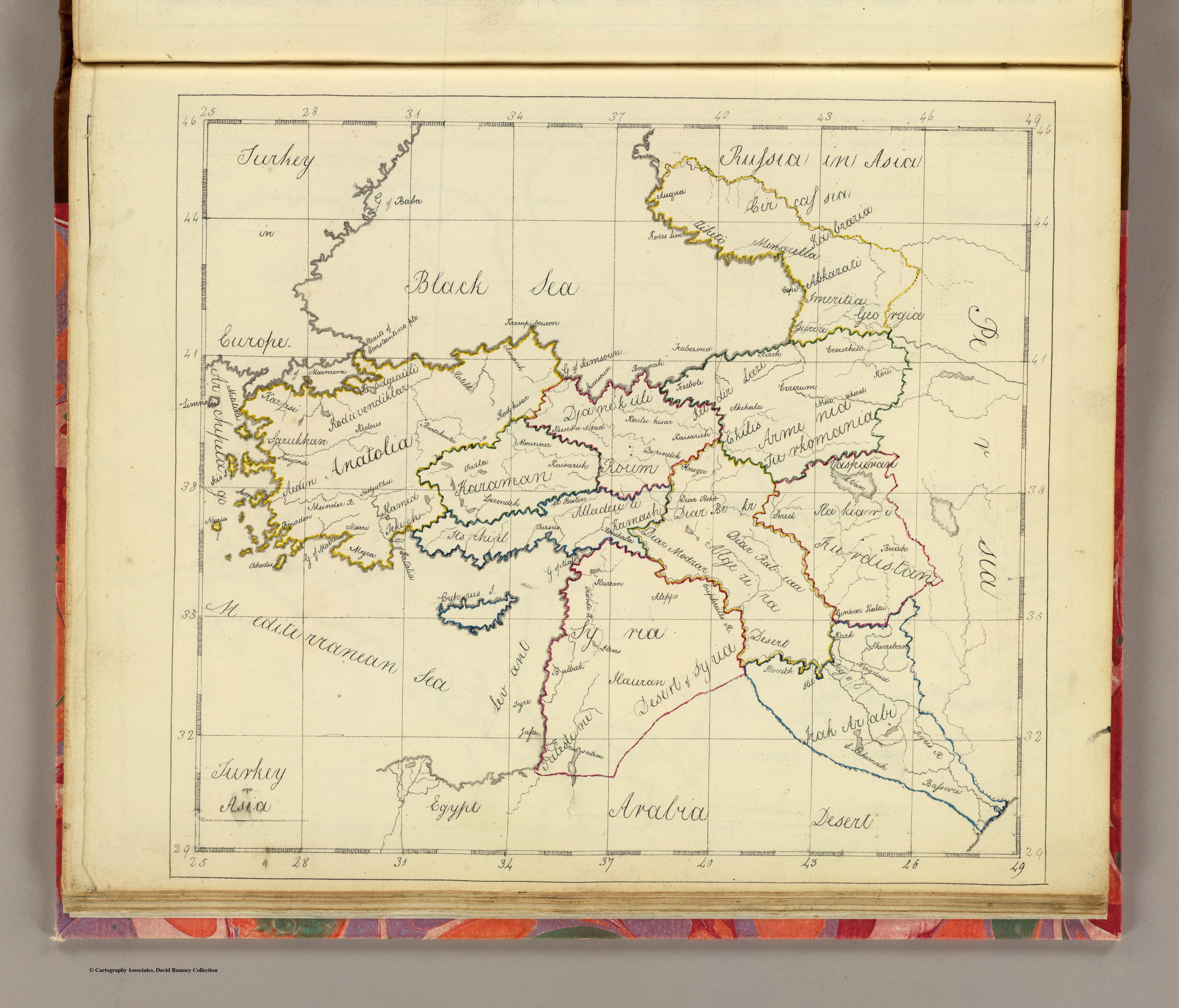
ارمنستان،ترکستان روی نقشه ۱۸۱۰
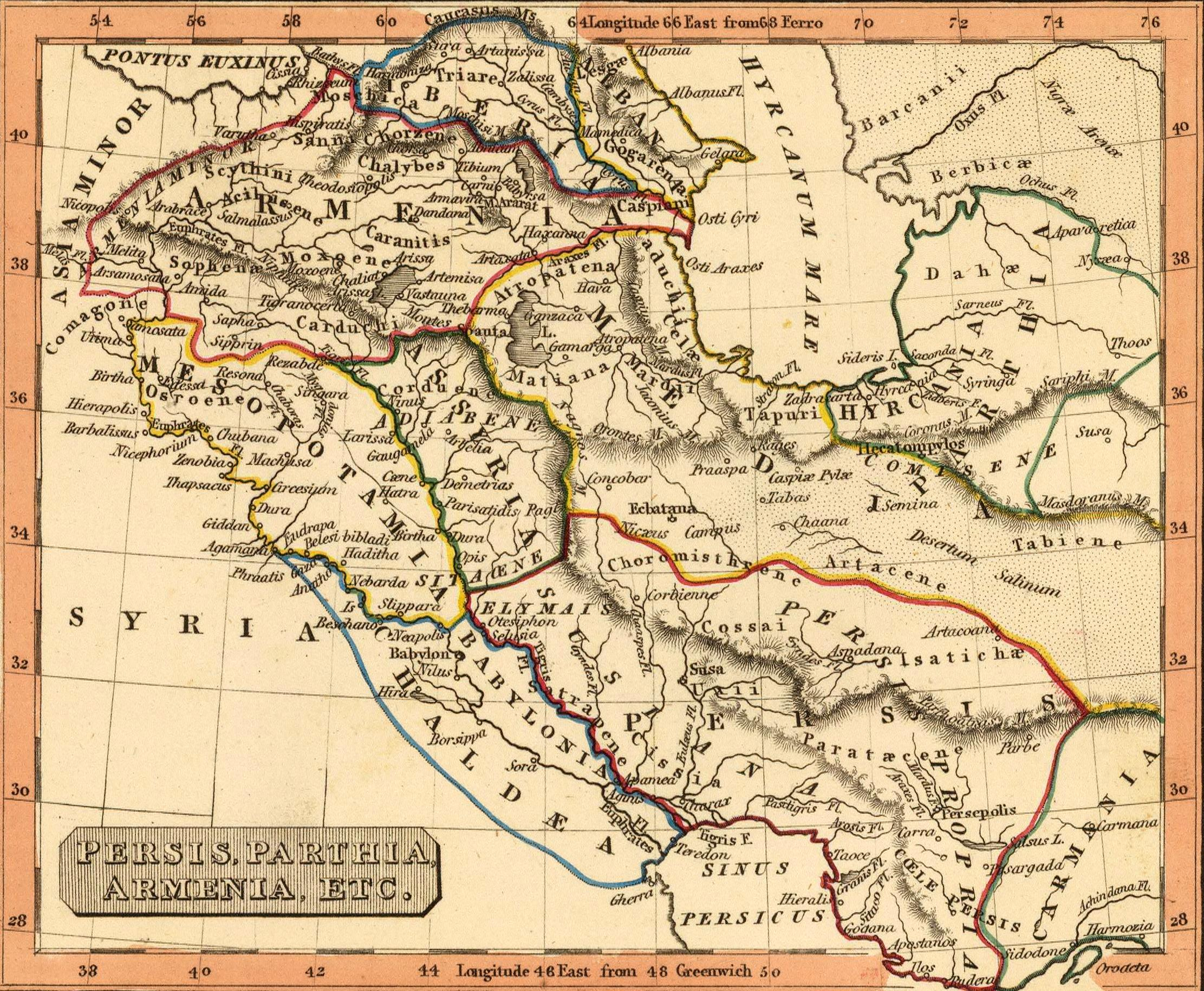
سرزمین‌ها پارسی و پارتی و ارمنی.«رست فنر» سال انتشار ۱۸۳۵
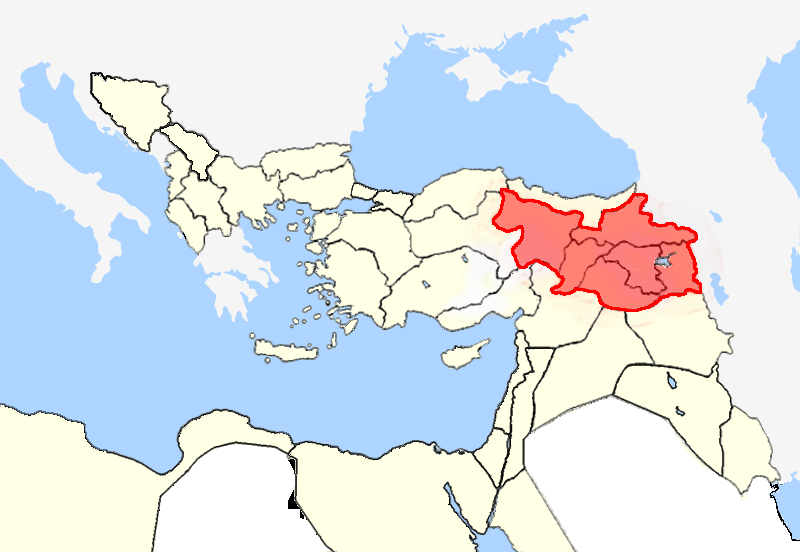
شش ولایت ارمنی که در امپراتوری عثمانی به عنوان ارمنستان غربی قلمداد می‌شود.
نسل کشی ارامنه نقشه مکان‌های کشتار جمعی و مراکز تبعید و نابودی.
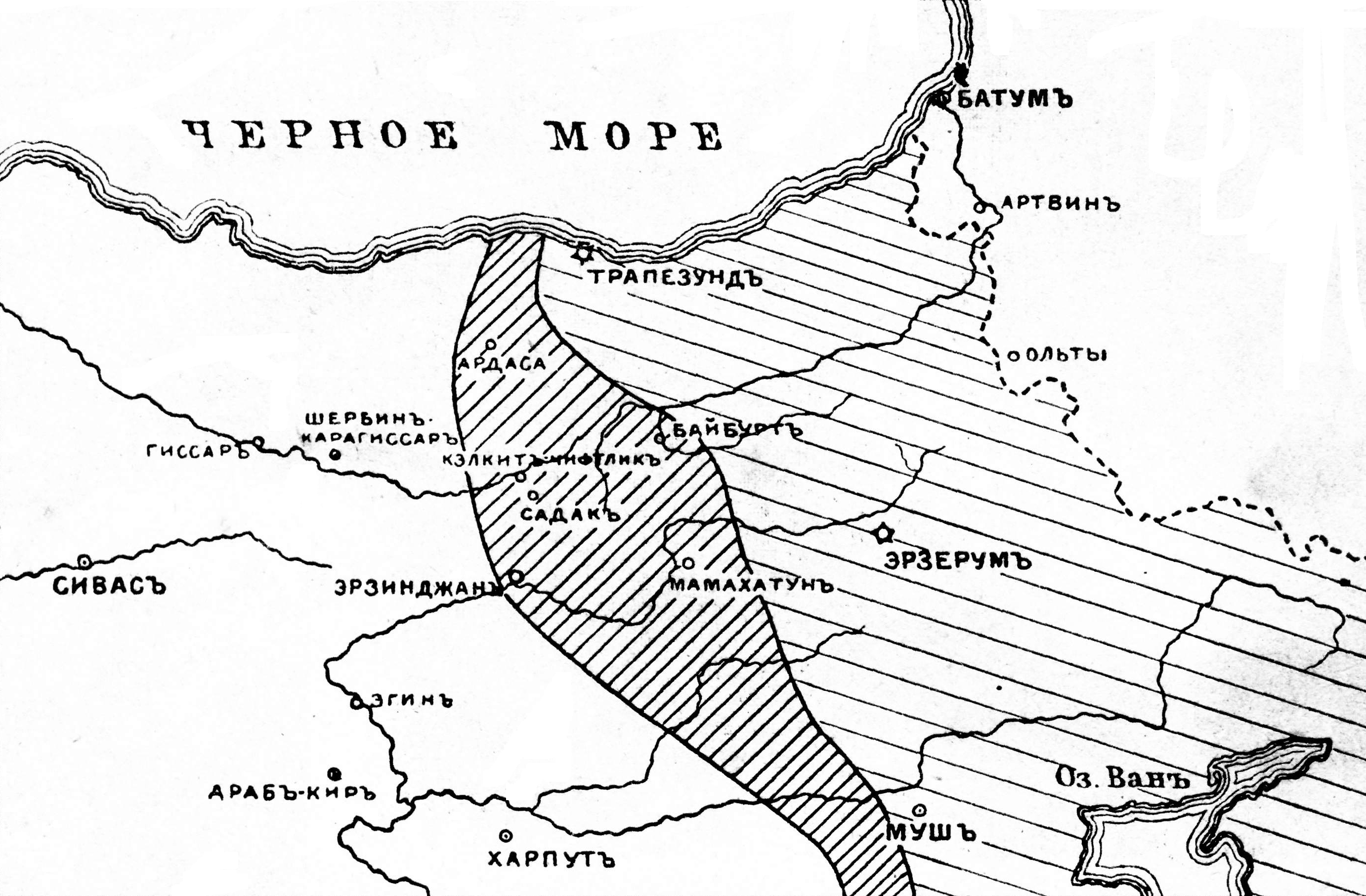
منطقه اشغال شده ارمنستان غربی توسط روسیه در تابستان ۱۹۱۶ (نقشه روسیه).
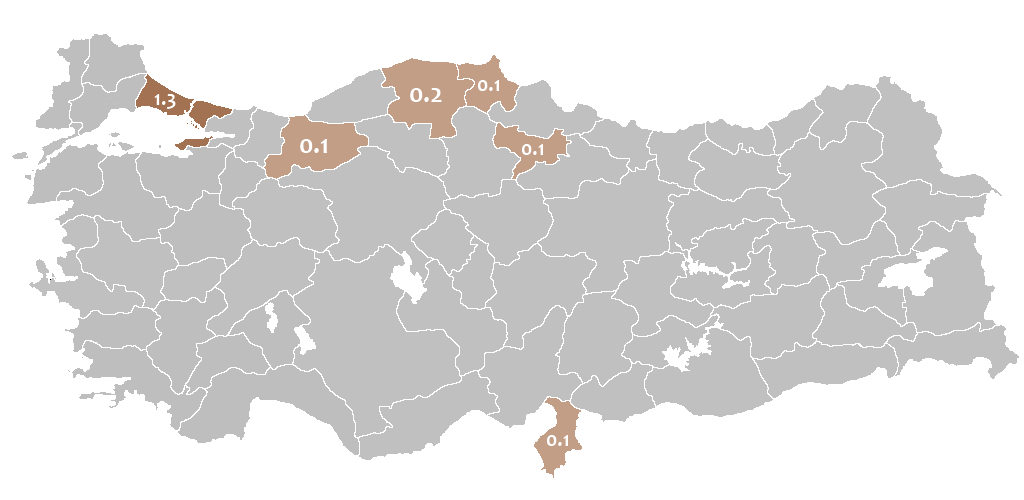
پراکندگی مردم ارمنی زبان انشار بوسیله ترکیه در سال ۱۹۶۵
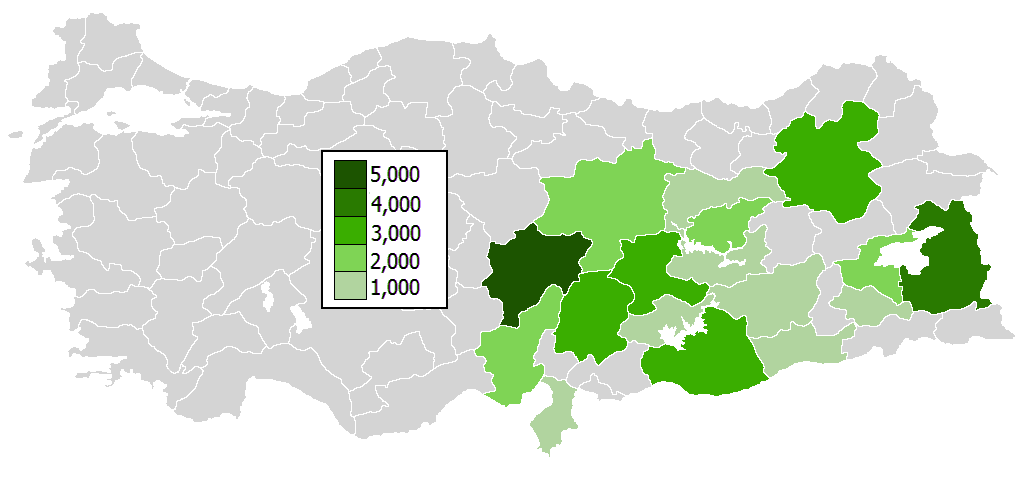
خانواده‌های ارمنی در ترکیه بر اساس استان‌ها در سال ۲۰۰۷، مجموعاً ۳۶۰۰۰ نفر را نشان می‌دهد
استان درسیم در ترکیه بنا به حذف نام‌های ارمنی به استان تونج‌ایلی تغییر کرد.